# 三溴化氮
三溴化氮是一种无机化合物，化学式为NBr3。它可由溴或次溴酸盐和氨在稀的缓冲水溶液中反应生成，或者溴和叠氮化溴反应得到。氨和溴进行辉光放电，经处理后可以得到红色的NBr3·6NH3。纯的三溴化氮在1975年才被制得。